# John Pritchard
John Pritchard   (Londres, 5 de febrer de 1921 - Daly City, 5 de desembre de 1989) va ser un director d'orquestra britànic. Va ser conegut per les seves interpretacions de les obres de Mozart i pel seu suport a la música contemporània.

## Biografia
Pritchard va néixer en una família de músics. El seu pare, Edward Albert Pritchard, era violinista de l'Orquestra Simfònica de Londres. El jove Pritchard va estudiar violí, piano i direcció a Itàlia.
Pritchard, a causa de la seva objecció de consciència, es va negar a participar en la Segona Guerra Mundial, però en tot cas havia estat considerat no apte per raons mèdiques. El 1943 va dirigir la semi-professional Derby String Orchestra i en va ser el director principal fins al 1951. Després d'haver-se unit a l'equip musical del Festival de Glyndebourne el 1947, va ser nomenat mestre de cor des de 1950 fins a 1952. Va romandre associat a Glyndebourne durant la major part de la seva carrera, com a director, assessor musical (a partir de 1963), director titular (1968) i director musical (1969-1978). Com a director va debutar a Glyndebourne el juny de 1951, dirigint primer Les noces de Figaro amb la Royal Philharmonic Orchestra i Lisa Della Casa, després Così fan tutte amb Sesto Bruscantini i Sena Jurinac i Don Giovanni amb Mario Petri, també va actuar al "King's Theatre" d'Edimburg.
Al "Theatre Royal" de Glasgow va debutar el març de 1950 dirigint "The Pearl Fishers" per a la "Glasgow Grand Opera Society".
Més enllà de Glyndebourne, Pritchard va dirigir la Royal Philharmonic Orchestra, a Edimburg el 1952 (en substitució d'Ernest Ansermet, que estava malalt). Va debutar a la Royal Opera House, Covent Garden de Londres el 1952 dirigint primer Un Ballo in Maschera, després La flauta màgica amb una jove Joan Sutherland com a primera dama, Norma amb Giacomo Vaghi, Mirto Picchi, Maria Callas, Ebe Stignani i Sutherland, Rigoletto amb Paolo Silveri i La bohème, a l'Òpera Estatal de Viena des de gener de 1952 debutant amb Rigoletto, després Die Entführung aus dem Serail amb Julius Patzak i Madama Butterfly i va aparèixer regularment amb l'Orquestra Simfònica de Viena (1953-1955).
Per a Glyndebourne en aquest període va dirigir moltes òperes que la majoria després les va portar al festival d'Edimburg. Més tard va fer una estada als països escandinaus al Castell de Drottningholm a Estocolm, a l'Òpera Den Norske d'Oslo i al Centre Falkoner de Copenhaguen, drigint una gran quantitat d'obres fins al juliol de 1977.
Pritchard va dirigir arreu del món i fou un treballador incansable i va ser nomenat Comandant de l'Orde de l'Imperi Britànic el 1962 i nomenat Sir el 1983. Va ser guardonat amb el prestigiós Premi Shakespeare (Hamburg) el 1975.
John Pritchard va ser un defensor d'una àmplia gamma de música nova, dirigint les estrenes de Gloriana de Britten i The Midsummer Marriage de Tippett i King Priam, totes al Covent Garden i l'estrena anglesa de Henze Elegy for Young Lovers a Glyndebourne.
Va morir el 1989 a Daly City, Califòrnia, Estats Units. Era homosexual i va deixar una gran part de la seva fortuna a la seva parella, Terry MacInnes.

## Discografia
- Gaetano Donizetti, Lucia di Lammermoor - Pritchard/Sutherland/Hedges, 1961 Decca
- Donizetti: L'elisir d'amore - John Pritchard/Cor i orquestra de la Royal Opera House, Covent Garden/Ileana Cotrubas/Plácido Domingo/Ingvar Wixell, 1977 Sony
- Mozart: Idomeneu - Luciano Pavarotti/Gundula Janowitz/Neilson Taylor/Enriqueta Tarres/Richard Lewis/John Pritchard/London Philharmonic Orchestra & The Glyndebourne Chorus, Glyndebourne Enterprises - X5
- Richard Strauss: Der Rosenkavalier, op. 59 - Montserrat Caballé/Manfred Jungwirth/Teresa Zylis-Gara/Edith Mathis/John Pritchard/London Philharmonic Orchestra & The Glyndebourne Chorus, Glyndebourne Enterprises - X5
- Michael Tippett: El matrimoni d'estiu - Edith Coates/John Pritchard/Richard Lewis, Òpera d'Or
- Verdi, Traviata - Pritchard/Sutherland/Bergonzi, 1962 Decca
- Frederica von Stade: Àries d'òpera francesa - Frederica von Stade/John Pritchard/Orquestra Filharmònica de Londres, 1976 SONY BMG